# Михаило Мило Врбица
Михаило Мило Врбица (Врба, Његуши 1. јун 1871. — Београд, 24. октобар 1937.) био је српски сликар и ликовни педагог из Црне Горе.

## Биографија
Михаило Мило Врбица је 1897. завршио школу живописа у Москви. Као стипендиста цетињског двора 1900. завршио је у Москви Високу школу живописа, скулптуре и архитектуре Московског уметничког друштва.
Осим сликарством, Врбица се активно бавио и педагошким радом. Од 1902. године ради као наставник цртања у Гимназији и Женском институту на Цетињу. Потом ради и у Подгорици, Даниловграду, Беранама, Колашину и Зајечару. Осликао је иконостас зајечарске цркве који је уништен у I светском рату.
Као запажен уметник био је примљен на цетињски двор где је неколико година сликао портрете и композиције из националне историје. Његова најзначајнија дела чувају се у Народном музеју Црне Горе на Цетињу.
1910. добио је чин официра црногорске војске, учествовао у борбама за ослобођење и више пута одликован. Једно време током Првог светског рата био је у заточеништву (Болдогасоњ, Мађарска).

## Ликовно стваралаштво

### Студије психолошког карактера:
- Гордост
- Туга
- Гнев
- Лудило

### Портрети:
- Војвода Вукан Милић
- Његош
- Краљ Никола
- Малиша Татар
- Сардар Јоле Пилетић
- Поп Богдан Зимоњић

### Национална тематика:
- Ропство владике Данила
- Предаја града Никшића
- Сан Мандушића Вука

### Црногорски пејзаж:
- Скадарско језеро
- Доњи Острог
- Поглед на пристан барски
- Поглед на Ђиново брдо
- Поглед с Белведера

## Награде
- Награђиван је сребрним медаљама на студијама у Русији 1899. и 1900.
- Сребрни и златни Орден за ревност
- Данилов крст
- Награда на Великој балканској изложби у Лондону 1907.